# 旧姆利尼夫卡市镇
旧姆利尼夫卡乡级市镇（烏克蘭語：Старомлинівська сільська громада）是乌克兰顿涅茨克州沃尔诺瓦哈区的一个市镇，行政中心为旧姆利尼夫卡。市镇面积为571.1平方公里，人口数量为14,579人（2020年）。

## 居民点
该市镇包括14个居民点：11个村庄和3个村居民点。